# Uromyces ruelliae
Uromyces ruelliae är en svampart som beskrevs av Holw. 1904. Uromyces ruelliae ingår i släktet Uromyces och familjen Pucciniaceae.   Inga underarter finns listade i Catalogue of Life.